# شهرستان جاندار
ناحیهٔ جاندار (به ازبکی: Jondor tumani، جاندار تومنی) یک شهرستان در ازبکستان است که در ولایت بخارا واقع شده‌است.